# Equus (pièce de théâtre)
Pour les articles homonymes, voir Equus.
Equus est une pièce de théâtre anglaise de Peter Shaffer créée en 1973 à Londres et jouée à plus de mille deux cents reprises à Broadway de 1974 à 1977.

## Argument
Equus raconte comment Alan Strang, un adolescent apparemment sans soucis, prit la décision de crever les yeux de six chevaux dans un accès de démence. Pour comprendre son geste, un psychiatre, le Dr Martin Dysart, tente de démêler l'écheveau psychologique de son jeune patient.

## Commentaire
Peter Shaffer, auteur de la pièce s'inspire d'un fait divers authentique et inexpliqué. Il évoque l'histoire d'un garçon de dix-sept ans qui a crevé les yeux de 26 chevaux, une nuit, dans un manège. Hospitalisé, le jeune homme est suivi par un psychiatre,.
L'action de la pièce se présente sous la forme d'un échange tendu entre le Dr Dysart et le jeune Alan Strang ; elle est dominée par la figure fantasmatique d'Equus, le dieu-cheval qu'Alan, alors enfant avait créé comme son maître et contre lequel il s'est rebellé.

## Mises en scène

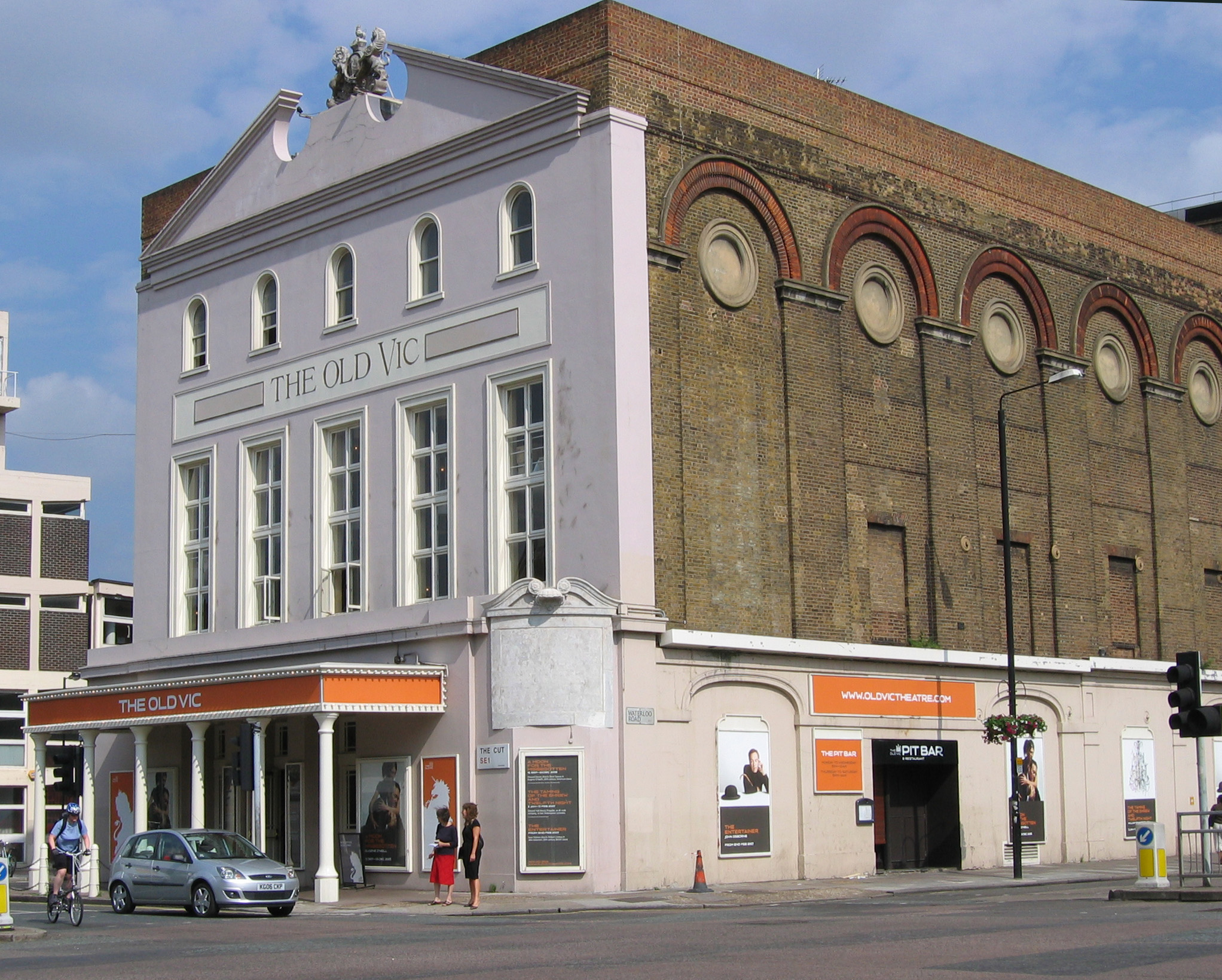
La pièce Equus a été créée au Théâtre Old Vic de Londres

### Création (1973)
La pièce a été mise en scène pour la première fois au Royal National Theatre de l'Old Vic à Londres le 26 juillet 1973. La direction a été réalisée par John Dexter et les protagonistes ont été Alec McCowen dans le rôle du psychiatre Martin Dysart et Peter Firth dans le rôle d'Alan Strang.

### 1974
La pièce a été jouée la première fois aux États-Unis à Broadway (New-York) au Plymouth Theatre du 24 octobre 1974, au 11 septembre 1976. Elle a ensuite jouée au Helen Hayes Theatre le 5 octobre 1976 jusqu'au 2 octobre 1977, pour un total de 1 209 représentations.

### 2007

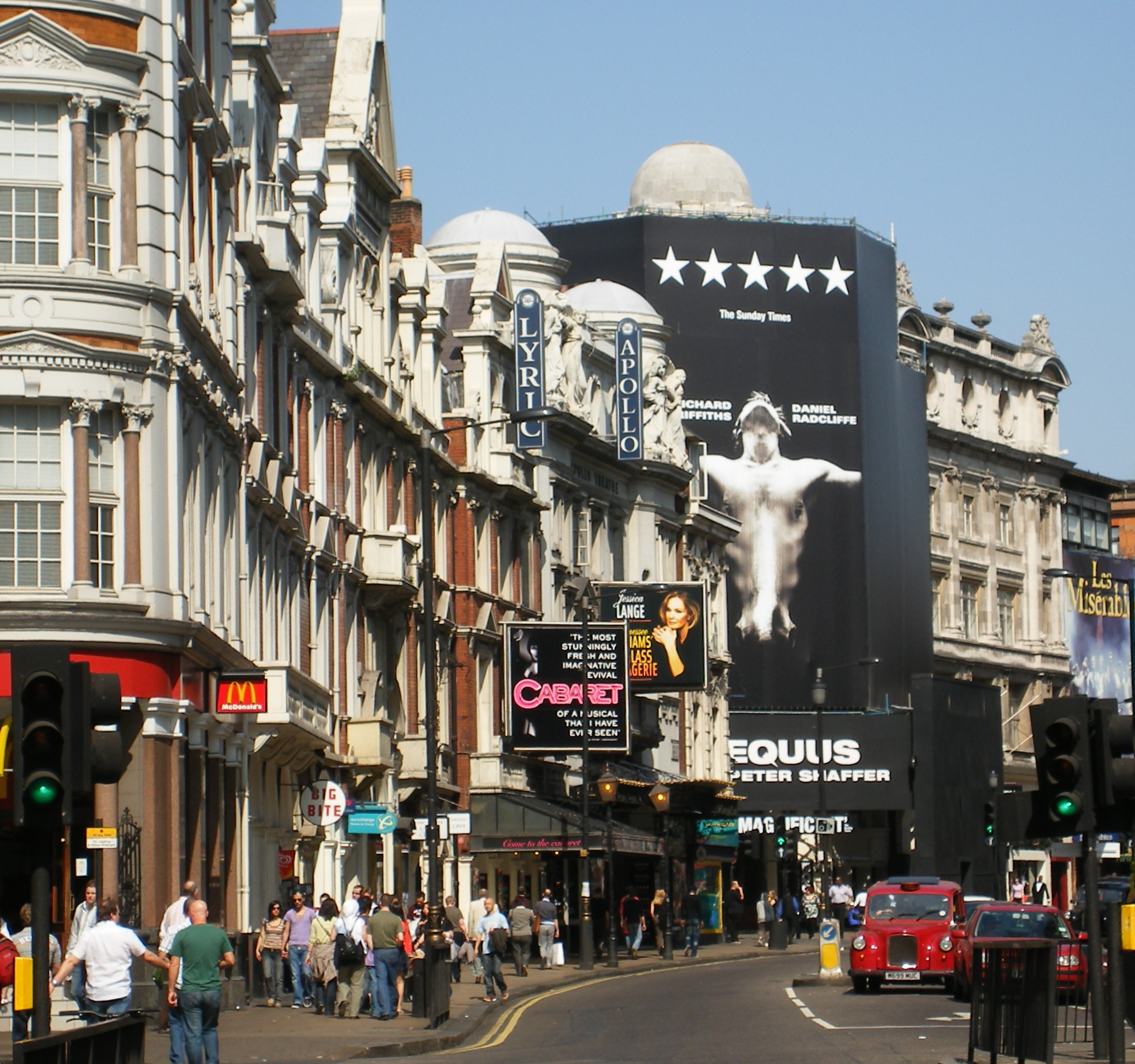
Le Gielgud Theatre avec l'affiche d’Equus en avril 2007.

Cette pièce a été jouée au Gielgud Theatre (en) de Londres du 27 février au 9 juin 2007, dans une mise en scène de Thea Sharrock. Le rôle de l'adolescent est joué par Daniel Radcliffe, connu pour son interprétation de Harry Potter. Ce rôle est exigeant car il comporte des scènes de nudité. Le rôle du psychiatre est joué par Richard Griffiths, incarnant le personnage de Vernon Dursley dans Harry Potter.
Cette version se poursuit au Broadhurst Theatre de New York. Daniel Radcliffe et Richard Griffiths y conservent leurs rôles, tandis que ceux de la « petite amie » d'Alan Strang et des chevaux sont repris par des comédiens new-yorkais. La pièce est jouée du 5 septembre 2008 au 9 février 2009.

### 2008
Cette pièce est jouée au Théâtre Marigny, à Paris, à partir du 18 septembre 2008. Le rôle de l'adolescent Alan Strang est joué par Julien Alluguette, et celui du psychiatre Martin Dysart par Bruno Wolkowitch. La mise en scène est de Didier Long.

## Distinctions
- Tony Awards 1975[6]
  - Tony Award de la meilleure pièce
  - Tony Award de la meilleure mise en scène pour une pièce pour John Dexter

## Film
Equus a été adapté en film par Sidney Lumet en 1977, l'auteur du scénario étant Peter Shaffer, auteur de la pièce.